# Attention (We Are the In Crowd)
Attention è un singolo dei We Are the In Crowd, il primo estratto dal loro secondo album in studio Weird Kids, pubblicato il 20 agosto 2013.

## Pubblicazione
La band, che non pubblicava nuova musica dal 2011 (data di uscita dell'album di debutto Best Intentions), ha deciso di entrare in studio prima del previsto per registrare quest'unica canzone e poter finalmente pubblicare del materiale nuovo. Il 28 luglio 2013 i We Are the In Crowd hanno così comunicato di essere diretti a Los Angeles, anche se fino al 2 agosto hanno mantenuto il riserbo sullo scopo di questo loro viaggio. Quel giorno con un post sul blog della band Tay Jardine ha comunicato che in California la band aveva registrato la canzone, e che quest'ultima sarebbe stata pubblicata più avanti nel corso del mese. La data fissata per la pubblicazione è stata poi scelta per il 20 agosto 2013, quando Attention è stata resa disponibile su iTunes per il download. Lo stesso giorno la Hopeless Records ha caricato su YouTube un lyric video della canzone.

## Formazione
- Tay Jardine - voce
- Cameron Hurley - chitarra solista
- Jordan Eckes - voce, chitarra ritmica
- Mike Ferri - basso
- Robert Chianelli - batteria